# NGC 3822
NGC 3822 (NGC 3848) é uma galáxia lenticular (S0) localizada na direcção da constelação de Virgo. Possui uma declinação de +10° 16' 41" e uma ascensão recta de 11 horas, 42 minutos e 11,1 segundos.
A galáxia NGC 3822 foi descoberta em 15 de Março de 1784 por William Herschel.